# Oktaedrski graf
Oktaedrski graf je v teoriji grafov poliedrski graf – graf oglišč in robov oktaedra. Ima 6 točk, ki odgovarjajo ogliščem telesa, in 12 povezav, ki odgovarjajo njegovim robovom. Je kvartični platonski graf, razdaljnoregularen, krepkoregularen, razdaljnoprehoden, 4-točkovnopovezan, 4-povezavnopovezan, točkovnoprehoden, povezavnoprehoden in celoštevilski. Je posebni primer Turánovega grafa T(6,3) = K2,2,2. Je izomorfen cirkulantnemu grafu C6(1,2). Je povezavni graf tetraedrskega grafa.
|  |

Izraz oktaedrski graf se rabi tudi za poliedrski graf na 8-ih točkah.